# جمال أولاسوير
جمال أولاسوير (بالإنجليزية: Jamal Olasewere)‏ مواليد 16 سبتمبر 1991 في ماريلند، هو لاعب كرة سلة نيجيري. بدأ مسيرته الاحترافية في سنة 2014. يحمل الرقم 5. يبلغ طوله 6 قدم 7 بوصة (2.0 م). حقق المركز الأول في بطولة أمم أفريقيا لكرة السلة 2015. لعب مع فيرتوس روما في ليغا باسكيت الدرجة الأولى.

## الميداليات
| الميدالية | المسابقة                          |
| --------- | --------------------------------- |
| ذهبية     | بطولة أمم أفريقيا لكرة السلة 2015 |

## روابط خارجية
- جمال أولاسوير على موقع الاتحاد الدولي لكرة السلة (الإنجليزية)
- جمال أولاسوير على موقع كرة السلة الأوروبية.كوم (الإنجليزية)
- جمال أولاسوير على موقع كلية كرة السلة في سبورتس رفرنس.كوم (الإنجليزية)
- جمال أولاسوير على موقع ريلجم (الإنجليزية)
- جمال أولاسوير على موقع بروبوليرز (الإنجليزية)